# PaRDeS
PaRDeS ist ein Akronym für die klassische jüdische Interpretation von Texten beim Torastudium. Die Pardes-Typologie beschreibt vier verschiedene Ansätze der Exegese des Tanach und anderer heiliger Texte in der Tradition des rabbinischen Judentums.

## Auflösung des Akronyms
- Der erste Konsonant Pe steht für Pschat (hebräisch פְּשָׁט), das bedeutet die einfache, wörtliche Bedeutung.
- Der zweite Konsonant Resch steht für Remes (hebräisch רֶמֶז), d. h. Anspielung, Allegorie.
- Der dritte Konsonant Daleth steht für Drasch (hebräisch דְּרַשׁ), interpretative, homiletische Bedeutung.
- Der letzte Konsonant Samech steht für Sod (hebräisch סוֹד), d. h. Geheimnis, und enthält mystische, vielfach esoterische Bedeutungen. Mit ihrem Studium sollte erst begonnen werden, nachdem die drei ersten Ebenen studiert und verstanden wurden. Diese Ebene nennt man siebzigfältig, da es möglich ist Texte vielfach neu zu lesen, wenn man die Gematrie („die Welt vermessen“, daher auch das Wort Geometrie) und andere hermeneutische Textmethoden dazu benutzt. Aus allen möglichen Ebenen des Sod, also siebzig, was sich aus dem Zahlenwert des Wortes selbst errechnen lässt (סוד = 70 sod), und den drei anderen, „weltlichen“ Ebenen ergibt sich somit der Sinn des Notariqon חן („Gnadenschönheit“ als einfacher Wortsinn) für „verborgene Weisheit“ oder „geheime Weisheit“ חכמה  ניסתרה und lässt somit die Sinnigkeit des Wortes Chochma חכמה mit dem Zahlenwert 73 errechnen bzw. vermessen.

## Auslegung der Tora
Über klassische Lesarten hinaus lassen sich mit Hilfe dieses Systems einige Bibelstellen in einem neuen, nicht wörtlichen Sinn interpretieren. Ein Beispiel dafür ist 3. Buch Mose, Kapitel 20, Vers 10, wo für Ehebrecher und Ehebrecherin der Tod gefordert wird. Insbesondere im liberalen Judentum wird diese Forderung heute nicht mehr wörtlich genommen. Allegorisch kann Ehebruch als Abwendung von Gott als Quelle allen Lebens verstanden werden. Unter Drasch sind  persönliche Ansichten zur Bedeutung der Ehe denkbar, und die letzte Ebene Sod kann als Unio mystica zwischen Mensch und Gott verstanden werden.
Ein weiteres Beispiel für die vierfache Interpretation eines Verses bietet der bekannte Ausdruck „ein Land, das von Milch und Honig fließt“, der in der Bibel etwa 20-mal wiederholt wird. Im wörtlichen Sinn ist hier wohl Ziegenmilch und Dattelhonig zu verstehen, im übertragenen Sinn ein Land von Überfluss und Fruchtbarkeit. Ebenfalls in die Kategorie Remes gehört die Tatsache, dass laut der Gematria chalaw, das hebräische Wort für Milch, einen Zahlenwert von 8+30+2=40 hat. Dies soll auf die 40 Tage hindeuten, die Moses auf dem Berg Sinai verbrachte. Auf der nächsten Ebene Drasch wird die Tora öfters mit Milch und Honig verglichen; im Hohelied steht: „Milch und Honig sind unter deiner Zunge“. In einem mystischen Sinn, gemäß dem Sohar, werden Milch und Honig schließlich mit der mündlich überlieferten Tora in Verbindung gebracht.

## Verbindung mit demParadies
Das PaRDeS-System wird oft als mystisch mit dem Wort pardes (hebrä. פרדס) verbunden angesehen. Das Wort Paradies hat dieselbe altiranische bzw. persische Wurzel wie pardes in der hebräischen Sprache. Im Avestischen steht es für ein umgrenztes „eingehegtes Gebiet“ wie einen herrschaftlichen Park, einen Tier-, Lust- oder Zaubergarten; in der griechischen Übersetzung der Bibel wurde Paradeisos zur Bezeichnung des „Garten Eden“ verwendet.
Das Wort pardes erscheint nur in drei Büchern des Tanach, namentlich im Hohelied Salomos 4:13, im Buch Kohelet 2:5 und im Buch Nehemia 2:8. An der ersteren Textstelle bedeutet es  Garten, an der zweiten und dritten Textstelle Park. Im Talmud wird pardes für den Garten Eden und das  Himmlische Eden gesetzt. Von diesem Gebrauch kommt die christliche Verwendung von Paradies für das Himmelreich (in den Himmel kommen). Darüber hinaus findet es sich in der mystischen Pardes-Erzählung über die Vier, die in den Pardes eintreten, von denen aber nur einer unversehrt wieder heraustritt (tChag 2,3-4; jChag 2,1; bChag 14-15b; Hekhalot Zutarti Par. 339).

## Verbindung mit demGarten
GiNaT ist ein Akronym für die klassische jüdische Interpretation von Texten beim Torastudium. Die GiNaT-Typologie beschreibt drei zusätzliche Ansätze der Exegese des Tanachs und anderer heiliger Texte in der Tradition des rabbinischen Judentums. Die PaRDeS-Methodik besagt, dass der Tanach (hebrä. תנ״ך) vierlagig angelegt wurde. Die Ginat-Methodik spricht von einem weiteren dreifachen Wortsinn. „Ginat“ bedeutet aus dem Hebräischen „Garten“. Das Wort GiNaT (hebrä. גנת) wird aus den Anfangsbuchstaben der Worte: Gematria, Notarikon und Temura zusammengesetzt.
Gematria ist eine Methode zur Interpretation von Worten mit Hilfe von Zahlenwert, da jedes Zeichen der Schrift des Tanach gleichwohl als eine Zahl verstanden wird. Es gab also keine eigenen Zahlzeichen, sondern die „Buchstaben“ (man nennt sie korrekterweise Zeichen) sind gleichzeitig die Zahlen. Dadurch ergibt sich für jedes Wort ein bestimmter Wert, den wir heute mit unseren indischen Zahlen bezeichnen. Unter jeder Zahl subsumieren sich so nun viele Worte und Phrasen etc. Je höher der Wert, desto mehr Möglichkeiten werden dadurch logischerweise unter einer Zahl subsumierbar. Aus den Zahlenwerten werden dann Bedeutungen  und Verbindungen abgeleitet, weil man die unter einem Wert subsumierten Worte und Phrasen, sogar ganze Sätze, als korrespondierend bezeichnet, was bedeutet, dass das eine mit dem anderen eng verknüpft ist.
Notarikon ist eine Methode, mit der Anfangs- oder Endbuchstaben eines Wortes verbunden werden, um ein anderes Wort zu bilden. Daraus lassen sich andere, neue Worte oder Sätze finden.
Temura ist eine Methode, um ein Wort zu erläutern, indem dessen Buchstaben miteinander vertauscht werden. Dadurch entsteht eine erklärende oder verborgene Bedeutung. Schließlich kann man gerade vielbuchstabige Wörter oft noch zerteilen und dadurch eine andere Lesart gewinnen. Diese Methode kann erweitert werden, indem man alle Wortunterteilungen aufhebt und nun versucht den Text neu sinnreich zu unterteilen und dann zu lesen. Diese Methode kann wiederum mit allen anderen Methoden verknüpft werden. Die Pardes-Ginat-Methode oder die Paradies-Garten-Methode besagt also, dass alles in der Bibel einen dreiundsiebzigfachen Sinn hat. Der siebenfache Sinn von den vier Ebenen in PaRDeS und den drei Ebenen von Ginat. Genauso kann man auch drei „weltliche“ Methoden zählen und vier Methoden, um den mystischen Weisheiten gerecht zu werden, und so ebenfalls eine Siebenfachheit feststellen. Daraus lässt sich dann eine Siebzigfachheit des Verborgenen, des Sod, errechnen. Dazu addiert man drei „weltliche“ Interpretationsebenen und erhält so insgesamt dreiundsiebzig semantische Ebenen, was dem Zahlenwert des Wortes für Weisheit, hebr. חוכמה (chokma) entspricht.